# ディクチオネマ・ワオラニ
ディクチオネマ・ワオラニ (Dictyonema huaorani) は、ヌメリガサ科の担子地衣類の一種。本種は、1980年代ごろのデービスとヨストによる研究、エクアドルのワオラニ族の人類学的また民族植物学的研究によって、原住民にネネンダペ (nenendape) と呼ばれる幻覚作用の可能性がある地衣類として知られてきた。当時の標本に基づき2014年に新種として初めて記載され、また同標本の化学分析により幻覚作用のある5-MeO-DMTなどの物質との近似性が暫定的に同定されており、その確定が待たれている。希少な種で世界でもハーバード大学植物標本館にしか所蔵がない。

## 特徴
朽ち木に生育し、表面は鮮やかな青と緑。ハーバード大学植物標本館によれば最も色鮮やかな地衣類のひとつ。

## 発見
この地衣類は南米のワオラニ族を調査した際に発見された。ワオラニ族は、2010年代には人口2000人前後の部族で、エクアドル東部のアマゾンの森、ヤスニ生物圏保護区（国立公園）に隣接する6,800 km2に住んでおり、1958年に最初に部外者と接触するまではその約3倍の面積の土地に居住していたが、1990年代に現在の土地がこの部族に割り当てられた。現地で研究が行われた1980年代にはワオラニ族の人口は600人程度であった。
ディクチオネマ・ワオラニの情報については、人類学者また民族植物学者のウェイド・デービス (人類学者) (Wade Davis) と、人類学者であるヨスト (James A Yost) による論文が大きく、ヨストは、エクアドルに10年間拠点を置いて、特にワオラニ族に注目してきた。彼らは1983年に「東エクアドルからの新しい幻覚剤」(Novel hallucinogens from Eastern Ecuador)として報告をまとめた。ヨストが話に聞きながらも、7年も実際にこの地衣類に遭遇することはなかった珍しいものであった。本種の標本は、世界中でもヨストらが収集したものだけがハーバード大学植物標本館に収録されている非常に希少な種である。
ワオラニ族は菌類やこの地衣類を含めて一般的にネネンダペ (nenendape あるいは ne/ne/ndape/) と呼ぶが、ヨストらによる本種の標本 (標本番号1051) は、スミソニアン研究所のメイソン・ヘイル (Mason E. Hale Jr、地衣類学者) によって、新たなディクチオネマの種の可能性があるとされていた。2014年の論文に新種のディクチオネマ・ワオラニとして記載された。
標本番号932は別のネネンダペの記載であり、Auricularia fuscosuccineaという、アマゾンの原住民の間でよく食用されるゼラチン状のキノコのことである。

## 幻覚成分
ヨストらの報告では、様々な蘚苔類と共にお茶として、儀式において飲み頭痛や混乱を起こしたということで、不妊症を起こすため子供にも飲まされていた。ヨストらによる本種の標本の解説には、幻覚作用があるかもしれない、最後に使用されたのは4世代前の1900年ごろで、悪いシャーマンが他の者を死に至らす呪いをかけるため使う、などと記載されている。
この標本の一部を分析し、トリプタミン、5-MeO-DMT、シロシビンが、別の分析でも5-メトキシ-N-メチル-トリプタミン、5-メトキシジメチル-トリプタミン、5-メトキシトリプタミンが含まれることがデータベースの値に基づき暫定的に同定されており、これらを実際の物質と比較して確定する必要があるため詳細な化学分析を行いたいとしている。
2014年のGoogle検索でも、nenendape の検索結果があり、人々が幻覚成分を含むコケとして話題にしている。

### ほかの幻覚性地衣類の調査
1996年には、民族植物学者のジョナサン・オットが、ペルーのユリマグアス（アマゾン北部）で名称のない地衣類が儀式に使われた可能性に言及した。一方でオットは幻覚性キノコのPsilocybe yungensisが生息していることにも言及している。
先住民族が幻覚性の地衣類を使用してきた可能性を示すことから注目される。菌類などとは異なり、幻覚作用のある地衣類はほとんど報告がないが、幻覚作用を示す可能性があると報告されているものには、以下があり、北米、スコットランドのシェトランド諸島、アフリカのモーリタニアの先住民によって喫煙されたことが報告されている。
- Parmelia saxatilis (L.) Ach.
- Parmotrema andinum (MÜll. Arg.) Hale
- Ramalina siliquosa (Huds.) A.L. Sm.
- Xanthoparmelia conspersa (Ehrh. ex Ach.) Hale